# Le Bâtard (film, 1983)
Pour les articles homonymes, voir Le Bâtard.
Pour plus de détails, voir Fiche technique et Distribution.
Le Bâtard est un film français réalisé par Bertrand Van Effenterre, sorti en 1983.

## Synopsis
La vie erratique de Patrice qui, après avoir assassiné le souteneur de sa mère pour venger la mort de celle-ci, va de ville en ville et de rencontre en rencontre sans jamais trouver l’apaisement…

## Fiche technique
- Titre : Le Bâtard
- Réalisation : Bertrand Van Effenterre
- Scénario : Bertrand Van Effenterre et Pierre-Alain Maubert d’après  le roman d’Erskine Caldwell, Le Bâtard (The Bastard, 1929)
- Assistants réalisations : Claire Denis, Alain Peyrollaz
- Musique : Norbert Aboudarham
- Musique additionnelle : Extraits du Quatuor à cordes n° 14 (La Jeune fille et la Mort) de Franz Schubert
- Direction de la photographie : François Catonné assisté de Catherine Strem et Anne Trigaux
- Son : Pierre Gamet
- Décors : Geoffroy Larcher
- Montage : Joëlle Van Effenterre
- Année de tournage : 1982
- Pays d’origine :  France
- Producteur délégué : Bertrand Van Effenterre
- Sociétés de production : FR3 Cinéma, Mallia Films (France)
- Distributeur d'origine : Cyrile Distribution
- Format : couleur par Fujicolor — son monophonique — 35 mm
- Genre : drame
- Durée : 95 minutes
- Date de sortie : 15 juin 1983 en  France

## Distribution
| - Gérard Klein : Patrice - Julie Jézéquel : Marie - Brigitte Fossey : la femme du contremaître - Mylène Demongeot : Brigitte - Didier Flamand : Jean - Victoria Abril : Betty - Louis Bozon : lui-même, l’animateur radio | - Philippe Brizard : le technicien radio - Patrick Bruel : Dan - Jean-Claude Frissung : le père de Marie - Madeleine Marie : la grand-mère - Jacques Nolot : l'inspecteur - Josiane Stoléru : la pédiatre - Maïté Nahyr : la strip-teaseuse - Roger Jacquet : Louis |